# Археологический музей (Верона)
Археологический музей (итал. Museo archeologico) — музей в городе Верона (Италия). Основан в 1923 году, экспозиции размещены в упразднённом монастыре Сан Джероламо рядом с Римским театром, который был приобретён муниципалитетом. Коллекция музея сформировалась в основном за счет пожертвований экспонатов из частных собраний.
В экспозиции представлены древнеримские мозаики (особо выделяется битва гладиаторов I век), античная скульптура (много римских копий с греческих оригиналов), керамика, бронзовые статуэтки, римские стеклянные сосуды. Отдельный зал посвящён римским эпитафиям. Во дворе музея размещены античные жертвенники, стелы и надгробия.
В состав музея входит монастырская церковь Святого Иеронима с фресками Карото (1508 год), триптихом веронского мастера XV века и раннехристианской статуей Доброго пастыря (IV век).